# Pentacentrus cupulifer
Pentacentrus cupulifer är en insektsart som beskrevs av Lucien Chopard 1930. Pentacentrus cupulifer ingår i släktet Pentacentrus och familjen syrsor. Inga underarter finns listade i Catalogue of Life.